# Goes on
「goes on」（ゴーズ オン）は、日本のバンド10-FEETの10枚目のシングルである。2007年11月14日発売。発売元はユニバーサルミュージック。

## 概要
- 前作から7ヶ月ぶりとなるシングル。

## 収録曲
1. goes on(3:11)
作詞・作曲：TAKUMA、編曲：10-FEET
2. RUMBLING BALL(3:23)
作詞・作曲：TAKUMA、編曲：10-FEET
3. 雨(3:12)
作詞・作曲：TAKUMA、編曲：10-FEET

## 収録アルバム

### goes on
- オリジナル『VANDALIZE』（2008年2月27日）

### RUMBLING BALL
- オリジナル『VANDALIZE』（2008年2月27日）

### 雨
- オリジナル『VANDALIZE』（2008年2月27日）